# Lulu Dikana
Lungisa Dikana, (18 tháng 12 năm 1978 – 3 tháng 12 năm 2014), là một nghệ sĩ và ca sĩ thu âm Nam Phi. Sự nghiệp âm nhạc của cô đã trở nên nổi bật vào năm 2008 sau khi phát hành album đầu tay My Diary, My Thoughts. Cô qua đời vào ngày 3 tháng 12 năm 2014 sau một thời gian ngắn bị bệnh.

## Cuộc đời và sự nghiệp
Sinh ra trong một gia đình âm nhạc ở Kwazakhele, một thị trấn nhỏ ở Eastern Cape, Port Elizabeth, Lulu bắt đầu hát với tư cách là một người hát thánh ca trong nhà thờ địa phương ở tuổi 15. Cha cô, Vuyiselie Dikana là một tay trống cho một ban nhạc được gọi là "Black Slave và Flamingo ". Lulu phát hành album đầu tay của cô có tiêu đề My Diary, My Thoughts in 2008. Album chứa các bài hit như "Real Love" và "Life and Death".
Sau sự thành công của album đầu tay, Lulu bắt đầu làm việc cho album thứ hai This Is the Life. Album được phát hành vào năm 2011 và tiếp tục được đề cử trong ba hạng mục tại Giải thưởng âm nhạc Metro FM năm 2013 và giành giải "Album R & B / Soul / Reggae hay nhất" tại Giải thưởng Âm nhạc Nam Phi lần thứ 19. Vào tháng 10 năm 2014, cô phát hành I Came To Love, album phòng thu thứ ba của cô đã giành được ba vị trí đề cử tại Giải thưởng Âm nhạc Nam Phi lần thứ 21.

## Sự ra đi
Trong năm 2009, Lulu được chẩn đoán thủng thực quản và trải qua năm cuộc phẫu thuật thực quản. Vào ngày 3 tháng 12 năm 2014, cô qua đời tại một bệnh viện ở Nam Phi sau một thời gian ngắn bị bệnh.

## Đời tư
Cô là chị gái của Zonke, một ca sĩ kiêm nhạc sĩ và là nhà sản xuất thu âm người Nam Phi. Cô có một con trai trước khi qua đời.